# 戈茹夫縣

52°44′N 15°15′E / 52.733°N 15.250°E
戈茹夫縣（波蘭語：Powiat gorzowski），是波蘭的縣份，位於該國西部，由盧布斯卡省負責管轄，首府設於大波蘭地區戈茹夫，面積1,213平方公里，2006年人口65,546，人口密度每平方公里54人。